# William Baker (Politiker)

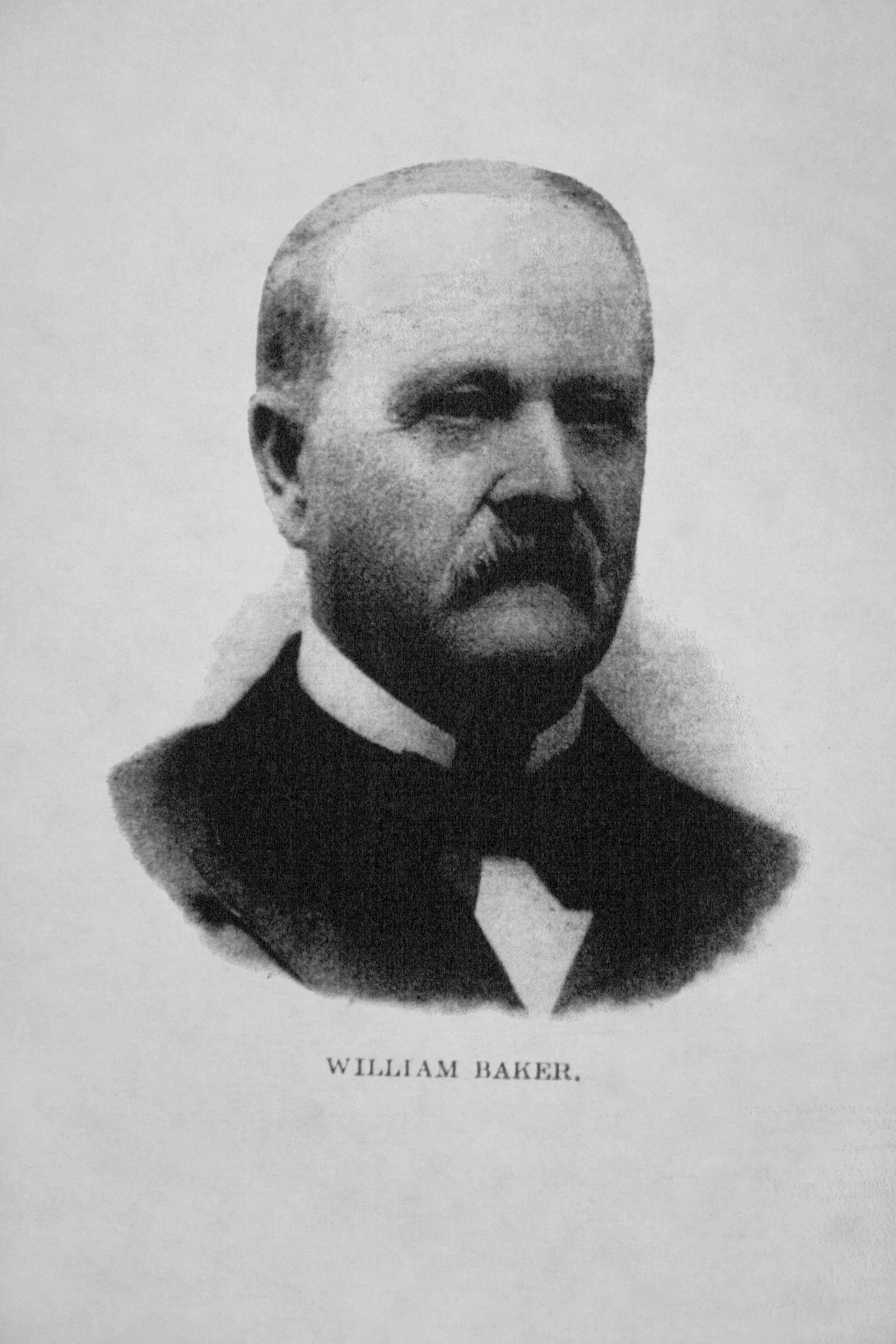
Rep. William Hewitt Baker

William Baker (* 29. April 1831 bei Centerville, Washington County, Pennsylvania; † 11. Februar 1910 in Lincoln, Kansas) war ein US-amerikanischer Politiker. Zwischen 1891 und 1897 vertrat er den sechsten Wahlbezirk des Bundesstaates Kansas im US-Repräsentantenhaus.

## Werdegang
William Baker besuchte die öffentlichen Schulen seiner Heimat und dann bis 1856 das Waynesboro College. Anschließend arbeitete er als Lehrer. Im Jahr 1859 zog Baker nach Iowa, wo er in Council Bluffs ebenfalls als Lehrer arbeitete. Nach einem Jurastudium wurde er 1860 als Rechtsanwalt zugelassen. Diesen Beruf hat Baker aber nie ausgeübt. Im Jahr 1865 kehrte er nach Pennsylvania zurück, wo er sich in Beallsville im Washington County niederließ. Dort wurde er im Handel tätig.
Im Jahr 1878 zog Baker in das Lincoln County in Kansas. Dort befasste er sich mit der Landwirtschaft und dabei vor allem mit der Viehzucht. Politisch schloss er sich der aus der Farmerbewegung hervorgegangenen Populist Party an. Bei den Kongresswahlen des Jahres 1890 wurde er staatsweit als Kandidat seiner Partei in das US-Repräsentantenhaus in Washington, D.C. gewählt. Dort trat er am 4. März 1891 die Nachfolge des Republikaners Erastus J. Turner an. Im Jahr 1892 wurde dann in Kansas nach Wahlbezirken abgestimmt und Baker wurde im sechsten Distrikt seines Staates erneut in den Kongress gewählt. Nach einer erneuten Wiederwahl im Jahr 1894 konnte Baker bis zum 3. März 1897 insgesamt drei Legislaturperioden im Kongress absolvieren.
Im Jahr 1896 verzichtete er auf eine weitere Kandidatur. Er widmete sich wieder seinen landwirtschaftlichen Aktivitäten. William Baker verstarb im Februar 1910 in Lincoln und wurde dort auch beigesetzt.